# Igreja Presbiteriana Reformada Associada do Paquistão
A Igreja Presbiteriana Reformada Associada do Paquistão é a terceira maior denominações presbiteriana e reformada no Paquistão. Foi formada em 1911, por missionário da Igreja Presbiteriana Reformada Associada (EUA).

## História
Em 1906, a Igreja Presbiteriana Reformada Associada (EUA) enviou O Rev. Minnie Alexander para trabalhare como missionário no Paquistão. Em 1911, o Rev. e Sra. Ranson se juntaram ao missionário. Depois de seus estudos de idioma, eles receberam a oferta de um local para uma estação missionária no distrito de Sahiwal. Nos anos seguintes a 1911, um número considerável de pessoas se mudou para a área. Um hospital e várias escolas foram fundados pela missão, e igrejas foram plantadas. A plantação de igrejas continua fora do distrito de Sahiwal na área de Bahawalpur e entre os migrantes das aldeias para as grandes cidades de Multan e Karachi.
Com o crescimento do grupo, foi organizado o sínodo da Igreja Presbiteriana Reformada Associada do Paquistão em 1977.

## Relações Intereclesiásticas
A denominação tem contato e relacionamento com a Igreja Presbiteriana Reformada Associada (EUA).